# Флисфедер, Давид Ильич
Давид Ильич Флисфедер (1848, Гоща, Острожский уезд, Волынская губерния — 1885, Кишинёв, Бессарабская губерния) — русский публицист, доктор медицины.

## Биография
Родился в местечке Гоща Волынской губернии. Окончил медицинский факультет Императорского университета Святого Владимира в Киеве в 1876 году. Занимался медицинской практикой в Кишинёве, до конца жизни служил внештатным ординатором в Еврейской больнице. Одновременно публиковал публицистические работы по еврейской истории и современному положению евреев в России. Печатался в одесской ежедневной газете «Новороссийский Телеграф», её киевском аналоге «Киевский Телеграф», «Киевлянин» и других периодических изданиях. Опубликовал серию очерков «Евреи в Киеве» (1870—1872).
В 1881 году составил «Очерк еврейской истории» для Бессарабской губернской комиссии по еврейскому вопросу. Отдельными изданиями вышли книги Д. И. Флисфедера «Евреи и их учение о иноверцах» (1874) и «Еврейский вопрос пред лицом истории» (включившая «Очерки истории еврейского вопроса в Западной Европе, Польше и России», 1882).
Умер в марте 1885 года в Кишинёве.

## Книги
- Евреи и их учение о иноверцах. Санкт-Петербург: Типография и литография А. Е. Ландау, 1874. — 397 с.
- Еврейский вопрос пред лицом истории. Санкт-Петербург: Типография и литография А. Е. Ландау, 1882. — 230 с.; 2-е издание — М.: ЛЕНАНД, 2015. — 229 с.

## Семья
Жена — Мария Исааковна (Маня Ицковна) Флисфедер (1856—?); развод был оформлен 1 апреля 1885 года. В 1887 году вторым браком вышла замуж в Кишинёве за военного врача, выпускника Императорской медико-хирургической академии Семёна Семёновича (Соломона Симховича) Пинскера (1845—?), в 1881—1886 годах окружного врача Дагестанской области (Аварское ханство); сына (от второго брака) гебраиста Симхи Шейвелевича Пинскера и единокровного брата врача Леона Пинскера.